# Congreve (cràter)
Congreve és un cràter d'impacte que es troba a la cara oculta de la Lluna, pràcticament sobre l'equador lunar. A l'oest-nord-oest apareix el cràter massiu Korolev. Cap al sud-est es localitza el cràter Icarus i cap al nord apareix Zhukovskiy.

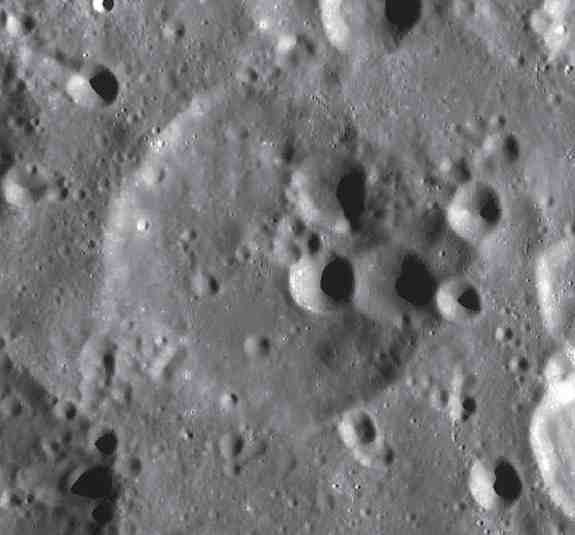
Imatge composta LAC-69 i LAC-87
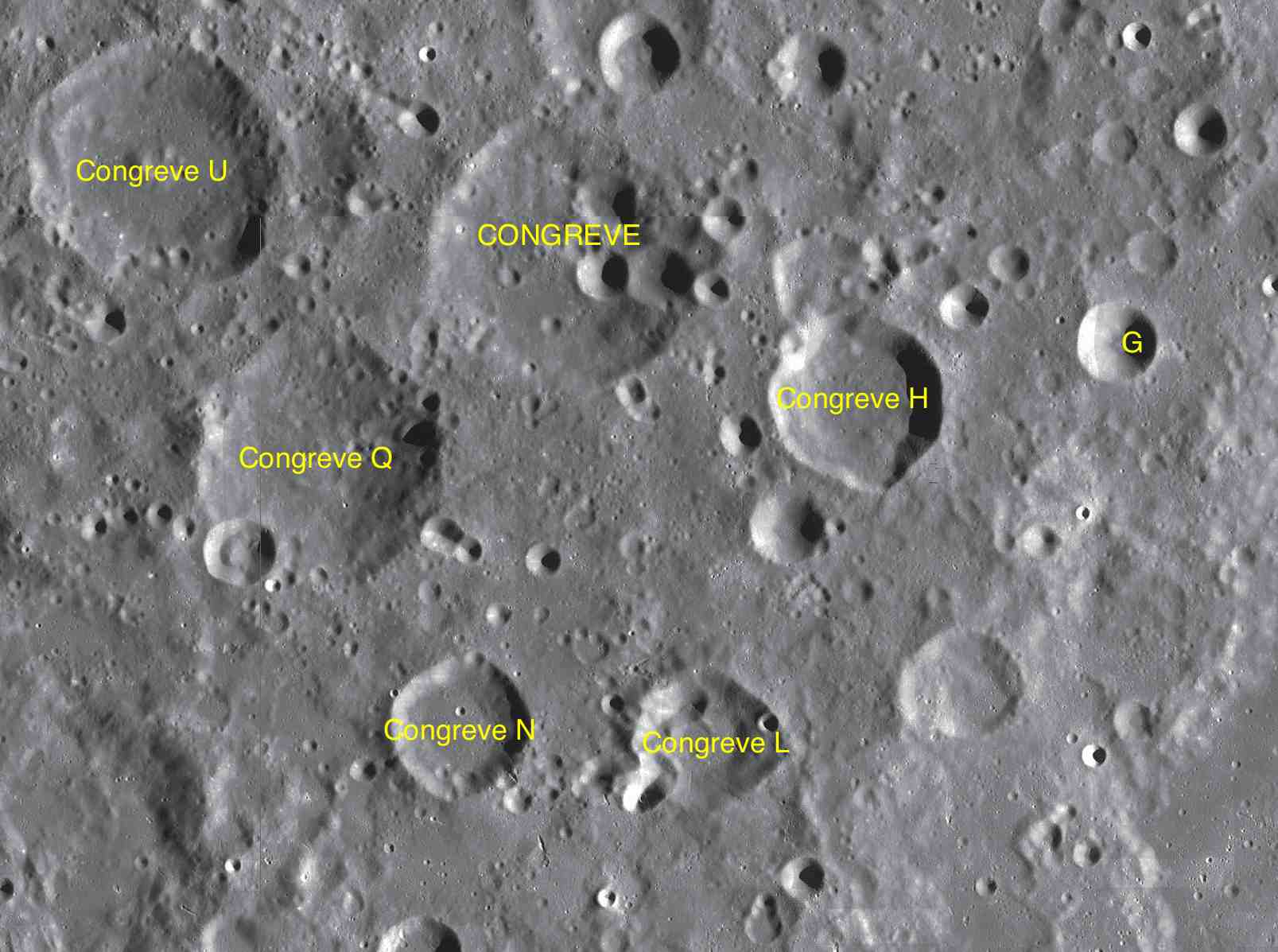
Cràters satèl·lit

La vora d'aquest cràter està desgastada per l'erosió d'impactes posteriors, particularment al llarg del costat oriental, on un parell de petits cràters jeuen a la vora. La vora i la paret interior són més prominents a l'oest i al nord, mentre que només formen una cresta poc profunda cap al sud-est. El sòl interior es caracteritza per un conjunt de petits cràters a la part nord-est, i de diminuts cràters dispersos per tota la resta.

## Cràters satèl·lit
Per convenció aquests elements són identificats en els mapes lunars posant la lletra en el costat del punt central del cràter que està més proper a Congreve.
| Congreve | Coordenades                          | Diàmetre |
| -------- | ------------------------------------ | -------- |
| G        | 0° 54′ S, 163° 42′ O / 0.9°S,163.7°O | 17 km    |
| H        | 1° 12′ S, 165° 12′ O / 1.2°S,165.2°O | 37 ;km   |
| L        | 3° 36′ S, 166° 18′ O / 3.6°S,166.3°O | 30 km    |
| N        | 3° 24′ S, 168° 12′ O / 3.4°S,168.2°O | 31 km    |
| Q        | 1° 24′ S, 169° 36′ O / 1.4°S,169.6°O | 59 km    |
| U        | 0° 36′ S, 170° 42′ O / 0.6°S,170.7°O | 59 km    |